# Conus finkli
Conus finkli é uma espécie de gastrópode do gênero Conus, pertencente à família Conidae.